# Somali (Ethiopië)
Somali (Somalisch: Gobolka Soomaalida, Amhaars: ሶማሌ ክልል) is een regio (kilil of staat) van Ethiopië. De hoofdstad van Somali is Jijiga en de regio heeft 4.444.000 inwoners (2007).

## Geografie
De regio ligt in het oosten van Ethiopië en grenst aan Somalië, Djibouti, Kenia, en de overige Ethiopische regio's Oromiya en Afar. Belangrijke steden zijn, naast de hoofdstad; Gode, Degehabur, Awbere, Derwonaji en Kebri Dahar.

## Bevolking
De regio is in 1995 op etnische gronden opgericht. De Somaliërs, niet te verwarren met Somaliërs uit het land Somalië, vormen de omvangrijkste etnische groep van de regio (95,6%).

## Zones
| - Afder - Degehabur - Fiq - Gode - Jijiga |  | - Korahe - Liben - Shinile - Dollo |